# It's Complicated: The Social Lives of Networked Teens
 (novembre 2014).
It's Complicated:  The Social Lives of Networked Teens est un ouvrage publié en 2014 par Danah Boyd qui explique aux parents ce que leurs enfants font sur Internet.

## Présentation
Ce livre est un clin d'œil au statut de Facebook décrivant les relations amoureuses ambiguës et compliquées. Il a pour vocation d'expliquer aux parents ce que font concrètement leurs enfants sur Internet. Ainsi, la chercheuse s'attache à démonter plusieurs fantasmes et à nuancer les risques les plus couramment évoqués (cyberaddiction, perte d'identité, disparition de leur vie privée, harcèlement, mauvaises rencontres). Elle propose alors, de voir "les réseaux sociaux comme un espace public dans lequel les adolescents traînent".
À travers ce livre, publié en 2014, Danah Boyd invite les parents à se détendre en faisant passer un message clair : " Vos enfants vont bien ". Cet ouvrage se veut ainsi un guide pour faire le lien entre les adolescents et leurs parents, afin que ces derniers comprennent leur vie connectée. Selon l'anthropologue, la cyberintimidation chez les enfants et les prédateurs du web est un problème exagéré par les médias. Elle les invite également à cesser d’envoyer des signaux contradictoires sur l'utilisation de la technologie (utilisation des smartphones à table durant le souper, par exemple).  Selon une interview du Fuller Youth Institute, danah boyd incite les parents à construire collectivement des règles familiales qui mettraient d'accord parents et enfants sur l’utilisation des appareils technologiques. Elle se dit d'ailleurs, très frustrée lorsque les parents - et autres adultes - se concentrent sur la technologie parce que c'est une chose nouvelle plutôt que de replacer ces pratiques technologiques dans leur contexte. L'auteure prodigue alors, un conseil qu'elle s'applique à elle-même depuis longtemps - "Il faut embrasser la technologie plutôt que la craindre"- tentant de rassurer les parents souvent dépassés par les nouveaux sites et applications. Elle explique donc que les adolescents ne se tournent pas vers la technologie parce que cette dernière est attractive. Ils le font car " leur préoccupation majeure est de pouvoir se construire librement, sans avoir leurs parents sur le dos."En effet, c'est la manière la plus facile de rentrer en contact avec leurs amis dans une culture dans laquelle nous avons placé de lourdes restrictions en matière d’opportunités sociales et de mobilité. " Si les enfants utilisent Internet c’est pour retrouver une liberté qui s’est perdue au fil du temps ". Ainsi, c’est ici que l’Internet excelle. Les jeunes manifestent des intérêts et trouvent des points communs, construisent des relations et imaginent comment ils pourraient s’investir davantage. Le travail cognitif et social n'est pas, selon danah boyd, une perte de temps; c'est la partie cruciale du développement d’un service durable. Ce qui préoccupe la chercheuse, est que dans notre culture de la crainte, nous ayons rendu un mauvais service aux jeunes. Elle voudrait que les gens se tourmentent moins des effets des nouvelles technologies et se concentrent sur l'amour et l'attention dont les adolescents ont besoin.

Ainsi si la préoccupation principale des adultes est que les adolescents passent moins de temps sur Internet, la solution ne serait pas seulement de les pousser à se déconnecter, mais de leur offrir davantage de liberté physique, de temps de loisirs et d'espaces publics où ils puissent se réunir afin de véritablement changer leurs habitudes numériques.

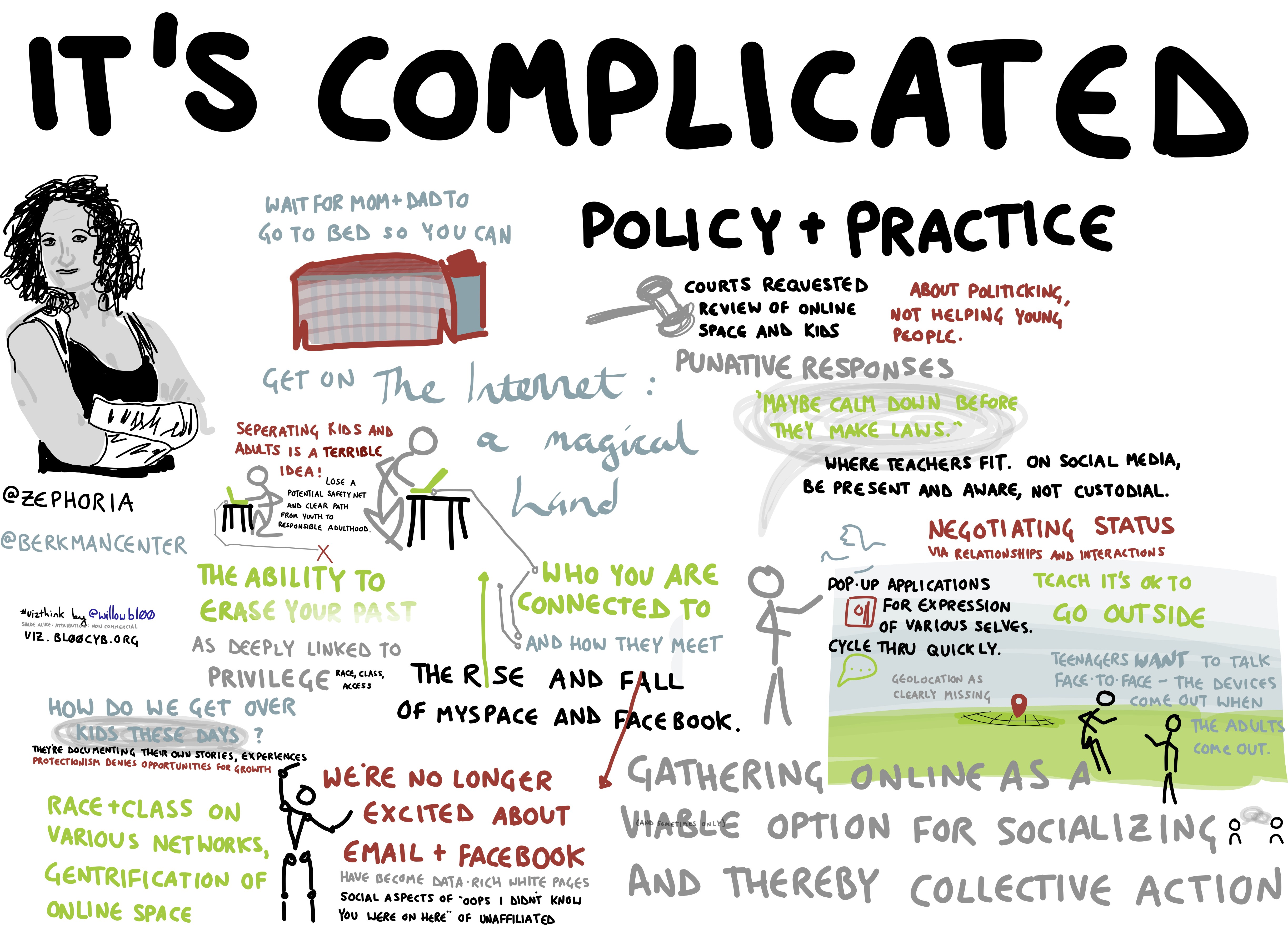

Son étude, la culmination d'une décennie de recherche, est basée sur des centaines d'entretiens avec des adolescents américains. Cette dernière a été chaleureusement accueillie par les parents fatigués par les mises en garde perpétuelles des médias qui leur disent d’avoir peur pour leurs enfants. Cependant, elle a également attiré les critiques de certains parents, éducateurs et représentants de l’ordre public, témoins de la propagation et de la prise d'ampleur rapide de la cruauté en ligne, pouvant provoquer un stress supplémentaire chez les jeunes (qui dans certains cas, conduirait au suicide).
Effectivement, le message pro-technologique de danah boyd pour les jeunes va à l'encontre de la pression des préoccupations populaires qui nous avertit sur le fait que les enfants sont exposés aujourd’hui, plus que jamais, aux médias en ligne. Des experts en développement de l'enfant ont, quant à eux, prévenu que la génération des " digital natives " pourrait connaître de pires conséquences que les générations précédentes. Et ce, à cause du temps passé à écrire des textos, à chatter sur les réseaux sociaux ou encore à jouer sur la multitude d'appareils que cette nouvelle génération a à portée de main.
Néanmoins, les effets d'Internet sur le développement social sont encore peu connus. Les spécialistes des sciences humaines avancent qu’il est beaucoup trop tôt pour dire que les enfants " vont bien ".